# Wilhelm Frimann Koren Christie

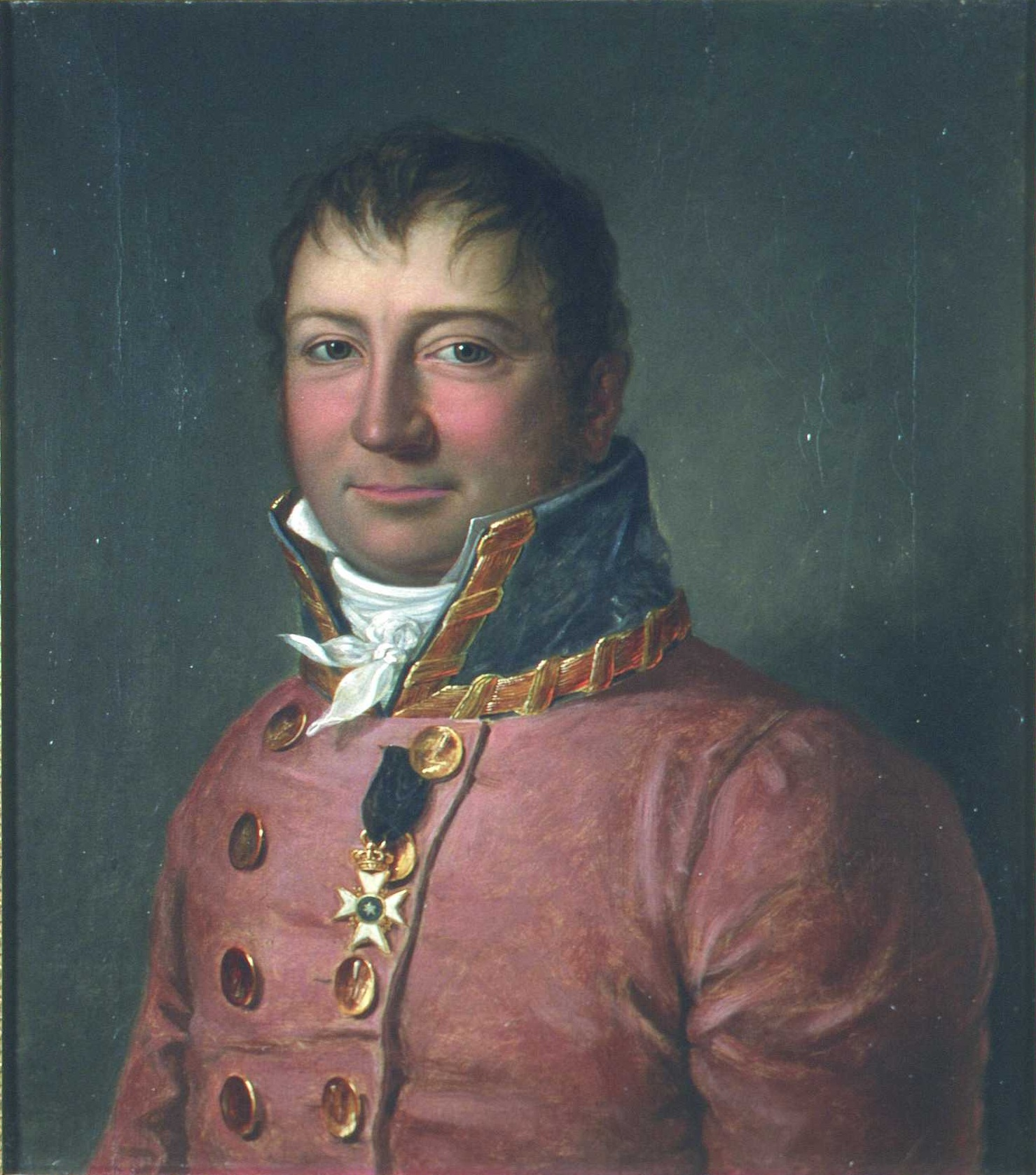
Wilhelm Frimann Koren Christie (Gemälde von Jacob Munch)

Wilhelm Frimann Koren Christie (* 7. Dezember 1778 in Kristiansund; † 10. Oktober 1849 in Bergen) war ein norwegischer Jurist und Politiker.
Christie studierte zunächst Jura und legte sein Examen 1799 ab. Er war Sekretär für die Dänische Kanzlei in den Jahren 1801 bis 1808 und kehrte anschließend nach Norwegen zurück, um in Bergen als Bezirksrichter für Nordhordland zu arbeiten.
Er gehörte zur Gruppe Quodlibet, ein Kreis leitender Männer mit politischen und literarischen Interessen. Nachdem im Kieler Frieden im Januar 1814 Norwegen aus dem dänischen Gesamtstaat ausgeschieden war, hielten diese im März 1814 zahlreiche Treffen über die Selbstständigkeitsfrage ab, ebenso über die Frage eines Grundgesetzes (grunnlov). Auf Christie ist die Formulierung in § 2 des Grundgesetzes zurückzuführen: „Juden müssen vollständig vom Zugang zum Reich ausgeschlossen bleiben.“ Er hielt sie für Betrüger, glaubte, sie würden Menschenopfer darbringen, würden Abgötterei und Bigamie betreiben, und das unter dem Schein der Heiligkeit und des religiösen Eifers. Es bestehe die Gefahr, dass sie feurige und fantasievolle Norweger zu Laster, zum Widerstand gegen den Staat und die Behörden verführen würden. Christie war dabei, ähnlich wie Peter Motzfeldt, Befürworter einer konstitutionellen Ausrichtung nach amerikanisch-französischem Muster.
Christie war Vertreter Bergens in der Reichsversammlung von Eidsvoll am 17. Mai 1814, bei der die Verfassung angenommen wurde, und war Vorsitzender des Komitees während der Verhandlungen mit Schweden und trägt einen Hauptteil daran, dass Norwegen in der Personalunion mit Schweden seine Selbstständigkeit bewahren konnte.
Er war Mitglied des Storting in den Jahren 1815 und 1818, wo er an der Einführung einer stabilen konstitutionellen Praxis beteiligt war. 1825 gründete er das Bergen Museum.